# حفاظت بر پایه زیستگاه
حفاظت بر پایهٔ زیستگاه (به انگلیسی: Site-based conservation) رویکردی برای حفاظت طبیعت است که بر تعیین نمونه‌های مهم یا معرف مکان‌هایی که از زیستگاه‌ها یا گونه‌های کلیدی حمایت می‌کنند، مانند مناطق کلیدی تنوع زیستی (KBAs) یا مناطق مهم پرندگان (IBA) استوار است. در حالی که روشی منطقی برای اطمینان از حفاظت از بهترین منابع وجود دارد، اما پذیرای تعدادی انتقاد است:
- تمایل دارد منابع و حفاظت را تنها روی بهترین زیستگاه‌ها متمرکز کند.
- با تغییر آب و هوا، بهترین زیستگاه‌ها در حال حاضر ممکن است بهترین مکان‌هایی برای حفاظت در آینده نباشند.
- حیات وحش از خطوط ترسیم‌شده روی نقشه‌ها توسط انسان آگاه نیستند.